# لباس تابستانی (فیلم)
لباس تابستانی (Une robe d'été) فیلم کوتاهی به کارگردانی فرانسوا اوزون است که در سال ۱۹۹۶ منتشر شد.